# فیرا دی سانتانا
فیرا دی سانتانا (به پرتغالی: Feira de Santana) یک شهر در برزیل است که در باهیا واقع شده‌است.

## خصوصیات
فیرا دی سانتانا ۱٬۳۶۲٫۸۸۰ کیلومترمربع مساحت و ۷۰۰٬۰۰۰ نفر جمعیت دارد و ۲۸۶ متر بالاتر از سطح دریا واقع شده‌است.